# Eutelia oxylophoides
Eutelia oxylophoides är en fjärilsart som beskrevs av Draeseke 1931. Eutelia oxylophoides ingår i släktet Eutelia och familjen nattflyn. Inga underarter finns listade i Catalogue of Life.